# Pimelea ligustrina
Pimelea ligustrina är en tibastväxtart. Pimelea ligustrina ingår i släktet Pimelea och familjen tibastväxter.

## Underarter
Arten delas in i följande underarter:
- P. l. ciliata
- P. l. hypericina
- P. l. ligustrina